# Улица Братьев Петряевых
Улица Братьев Петряевых (тат. Бертуган Петряевлар урамы, Bertuğan Peträyeflar uramı) — улица в историческом районе Николаевская слобода Приволжского района Казани. Названа в честь братьев Константина и Георгия Петряевых — рабочих-красногвардейцев, погибших во время штурма Казани Народной армией КомУча.

## География
Пересекается со следующими улицами:
- улица Габдуллы Тукая
- улица Производственная
- улица Яшель[вд]
- улица Ново-Вахитовская

Ближайшие параллельные улицы: Фаткуллина и Ватутина.

## История
До революции 1917 года носила название 2-я Поперечно-Николаевская улица или 2-й Поперечно-Николаевский переулок и относилась к 5-й полицейской части. В 1914 году постановлением Казанской городской думы улица была переименована в Казацкую улицу, но реально это название не использовалось.
23 сентября 1924 года получила название 2-я Поперечно-Вахитовская улица.
2 ноября 1927 года протоколом комиссии по наименованию улиц при Казгорсовете улице была переименована в улицу Кареева, однако 15 декабря того же года переименование было отменено президиумом Казгорсовета. Современное название присвоено не позднее 1929 года.
В первые годы советской власти административно относилась к 5-й части города; после введения в городе деления на административные районы относилась к Сталинскому (с 1956 года Приволжскому) району.

## Примечательные объекты
- № 5 — здание валяльно-обувной фабрики[тат.] им. Разумова (1930, архитекторы Илья Голосов и Борис Мительман).[21] В этом доме располагался жилищно-коммунальный отдел валяльно-войлочного комбината.[22]